# فرودگاه دیلینگ
فرودگاه دیلینگ (به انگلیسی: Dilling Airport) یک فرودگاه است . این فرودگاه در کشور سودان قرار دارد .